# Domaća svinja
Domaća svinja (Sus scrofa scrofa; sinonim: Sus scrofa domesticus) je nezaštićena domaća životinja na području Euroazije, grupirana u rod Sus, unutar porodice Suidae.
Najbliži srodnici svinje su: divlje svinje i vodeni konj.

## Opis i ponašanje
Svinje imaju njušku, malene oči i malen kovrčavi rep. Imaju izduženo debelo tijelo i kratke noge. Na svakoj nozi se nalaze četiri prsta, s najdužim prstom koji se nalazi na sredini i koristi za hodanje.
Svinje su poznati svejedi, što znači da se hrane i biljkama i životinjama čak i svoje vrste. poznate su po tome što jedu doslovno sve uključujući kukce, crve, koru drveta, lešine, štakore, izmet (također i vlastiti), smeće i druge svinje.
U divljini one su krmne životinje, prvenstveno koje se hrane lišćem, travom, korijenjem, voćem i cvijećem. Iznimno u zatočeništvu, svinje mogu pojesti i svoju mladunčad.
Tipična svinja ima veliku glavu s dugačkom njuškom koja je ojačana posebnom košću koja se naziva prednosna kost te s hrskavicom na vrhu. Njušku, kao najosjetljivije čulo, koriste za kopanje po tlu za traženje hrane. Svinje imaju 44 zuba. Očnjaci koji se također nazivaju kljove, rastu neprekidno, a oštre se trljanjem donjih i gornjih kljova.
Zbog izuzetno razvijenog osjeta mirisa svinje se koriste za traženje tartufa u većini europskih zemalja. Svinje su pripitomljene i uzgojene kao stoka radi mesa (svinjetina) te radi kože. Svinjska bodljikava dlaka se koristi za izradu četki. Neke vrste svinja su pripitomljene za kućne ljubimce.
Ženke svinja (krmače) ostaju gravidne nakon 8-18 mjeseci starosti. Tjeraju se svakih 21 dan. Nerasti postaju spolno zreli nakon 8-10 mjeseci starosti. Leglo sadrži od 6 do 12 mladih praščića. Svinje nemaju razvijene znojne žlijezde, pa se stoga svinje hlade koristeći vodu ili blato tijekom vrućina. Blato koriste i za zaštitu od sunčevih opeklina, te od insekata i parazita. 
Svinje se smatraju jednim od inteligentnijih životinja na svijetu u usporedbi s psima. Dokazano je da se raspoloženje svinje može odrediti prema repu. Ako je rep čvrsto namotan, svinja je sretna, a ako rep mlitavo visi, tada je svinja nesretna.
Najčešće pasmine svinja u Hrvatskoj su: landras (švedski, njemački, belgijski, nizozemski), veliki jorkšir i pietren. Hrvatske pasmine domaćih svinja su: crna slavonska svinja i turopoljska svinja.

## Svinje u religiji
- U drevnom Egiptu svinje su povezivane sa Setom, suparnikom boga Sunca Hoursa. Kada je Set zaratio s Egipćanima, svinjarima je bio zabranjen ulaz u hramove.

- U hinduizmu, bog Višnu, pretvorio se u vepra, da bi spasio zemlju od demona koji je odvukao na dno mora.

- U drevnoj Grčkoj, svinja je bila prikladna žrtva Demetri, svinja postaje njezina najdraža životinja odkada je proglašena božicom.

- Svinja je jedna od životinja koja se pojavljuje u dvanaestogodišnjem ciklusu kineskog zodijaka povezanog s kineskim kalendarom. Sljedbenici kineske  kineske astrologije povezuju svaku pojedinu životinju s ljudskim osobinama.

- Prema židovskom zakonu (košer), svinja spada među nečiste životinje, te se ne smije uzgajati, a njezino se meso ne smije jesti.

- Prema Islamskim propisima (Halal), zabranjeno je jesti svinjsko meso, a svinja se drži za nečistu životinju.

- U kršćanstvu se svinja povezuje sa Svetim Antunom, zaštitnikom svinjara, jer ga je ikonografija obično prikazivala s veprom, kao simbolom sotone.

## Utjecaj na okoliš
Domaće svinje koje pobjegnu s farme ili se uzgajaju na otvorenom i veprovi za ulov povećavaju populaciju divljih svinja u Sjevernoj i Južnoj Americi, Australiji, Novom Zelandu, Havajima i drugim područjima gdje svinje nisu urođena vrsta.
Slučajno ili oslobađajuće raspuštanje svinja u okoliš koji joj je nepoznat uzrokuje važnu promjenu okoline.
Prehrana svejeda, agresivno ponašanje i njihove metode hranjenja (kopanje u zemlji) sve je to povezano i izmjenjuje ekosustav, koji nije navikao na svinje. Svinje će čak pojesti male životinje i gnijezda ptica, koje žive na tlu tražeći hranu.
Divlje svinje smještene su na 90. mjesto od 100 životinja po najezdi.

## Bolesti
Svinje su utočište brojnim parazitima i bolestima, koje se lako prenose na ljude.
Najčešće bolesti su trihineloza, ciroza i bruceloza. U svinjskom probavnom sustavu se često nalazi velika koncentracija parazita. Zbog prisutnosti različitih parazita i bolesti kod svinja preporuča se da meso svinje prije jela bude dobro pečeno ili posoljeno.
Svinje imaju jako mala pluća što izaziva bronhitis ili upalu pluća te ih vrlo lako mogu usmrtiti.
Svinje mogu biti agresivne, te raditi štetu najčešće u područjima gdje se uzgajaju ili žive u divljini.